# Serkiziv, Turiisk
Serkiziv (în ucraineană Серкізів) este un sat în comuna Makovîci din raionul Turiisk, regiunea Volînia, Ucraina.

## Demografie
Componența lingvistică a localității Serkiziv
     Ucraineană (100%)
Conform recensământului din 2001, toată populația localității Serkiziv era vorbitoare de ucraineană (100%).